# Hotel Bellevue, Hotel Wouters

Hotel Bellevue te Tjilatjap in 1908 dat in 1942 fungeerde als interneringskamp

Het Hotel Bellevue ook bekend als Hotel Wouters in Tjilatjap, fungeerde tijdens de Japanse bezetting van Nederlands-Indië in de periode van 15 maart 1942 tot 17 juni 1942 als interneringskamp. 
Hotel Bellevue was gelegen aan de Resident Marsweg in het centrum van de stad. Het was beschadigd door de Japanse  bombardementen. Het hotel alsmede de bijgebouwen waren omheind met prikkeldraad.